# Tomaszpol
Tomaszpol (ukr. Томашпіль, Tomaszpil) – osiedle typu miejskiego w obwodzie winnickim na Ukrainie, siedziba władz rejonu tomaszpolskiego.
Miejscowość położona na wschodnim Podolu, nad rzeką Rusawą.
W Tomaszpolu znajduje się rzymskokatolicka parafia Matki Bożej z Góry Karmel.

## Historia

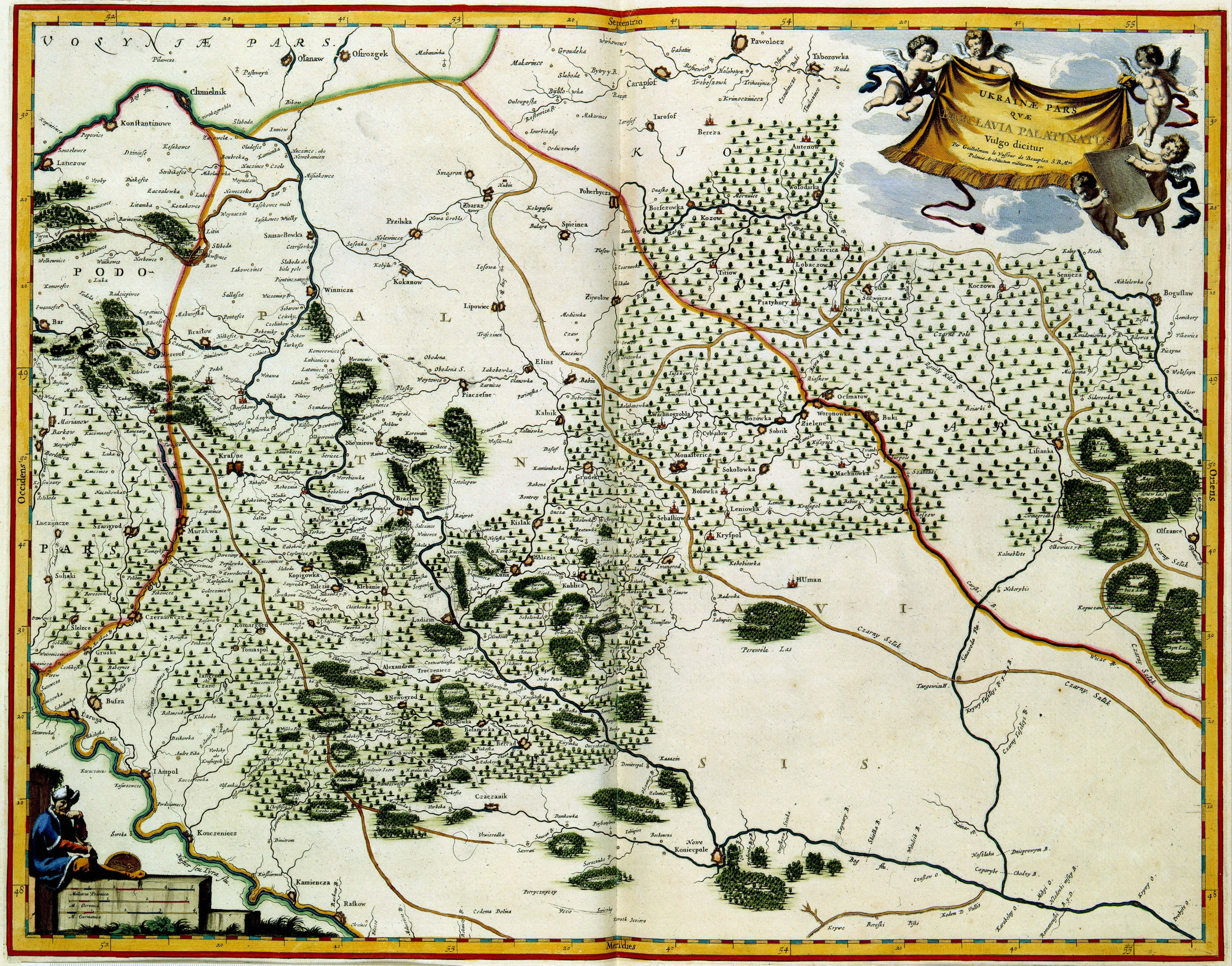
Mapa województwa bracławskiego z 1648 r. z zaznaczonym Tomaszpolem pod nazwą Tomaspol

Po raz pierwszy wzmiankowany w 1616. Przynależał administracyjnie do województwa bracławskiego prowincji małopolskiej Królestwa Polskiego. Należał do polskich rodów magnackich: Zamoyskich, Koniecpolskich, Potockich i Lubomirskich. Utracony w II rozbiorze Polski. W 1812 z fundacji Czesława Potockiego wzniesiono murowany kościół w miejscu wcześniejszego drewnianego.
Pod zaborami siedziba gminy Tomaszpol w powiecie jampolskim guberni podolskiej. W trakcie wojny polsko-bolszewickiej toczył tu walki 51 Pułk Piechoty Strzelców Kresowych. Po wojnie Tomaszpol nie powrócił do Polski, od 1922 należąc do ZSRR.
W 1989 liczyła 6494 mieszkańców.
W 2013 liczyła 5513 mieszkańców.

## Ludzie związani z Tomaszpolem
- hr. Przemysław Potocki (Tulczyn, 1805 – Białocerkiew, 23.XI.1847), właściciel miasta[4]

### Urodzeni w Tomaszpolu
- Eliza Branicka, żona Zygmunta Krasińskiego.
- hr. Róża Marianna Potocka (12.II.1831 – Podzamcze 21.IV.1890), małżonka (ślub Warszawa 10.VI.1851) Stanisława hr. Zamoyskiego[5]
- hr. Stanisław Potocki (1837) – polski ziemianin, współzałożyciel wraz z żoną Anną z Działyńskich Potocką uzdrowiska Rymanów-Zdrój. Wnuk generała Antoniego Potockiego.
- Leon Pinsker (1821) – rosyjski lekarz i filozof żydowskiego pochodzenia, ideolog syjonizmu.
- Edward Rajkowski (1915) – pułkownik Milicji Obywatelskiej, urzędnik Najwyższej Izbie Kontroli w okresie PRL.